# Xandra Jansen
Alexandra (Xandra) Brood-Jansen (Breda, 8 augustus 1958), stiliste, werd bekend als weduwe van de Nederlandse zanger en schilder Herman Brood.

## Biografie
Jansen groeide op in Ulvenhout. Haar vader was kapitein op de grote vaart, zodat zij en haar oudere zus grotendeels werden opgevoed door hun moeder.
Jansen volgde de havo en vertrok naar Amsterdam, waar ze achter de bar werkte bij discotheek 36 op de Schaal van Richter. Haar oom Gert-Jan Dröge was daar bedrijfsleider. Hier ontmoette ze Herman Brood. In 1985 traden ze in het huwelijk. Het echtpaar had een aangenomen dochter en kreeg twee dochters, Lola Brood in 1985 en Holly Mae Brood (buitenechtelijk verwekt, maar door Brood gezien als een eigen dochter) in 1994. Jansen werkte als styliste voor HMG en kleurde soms tekeningen van haar man in.
Na de dood van haar echtgenoot in 2001 bleef Jansen in Amsterdam wonen, waar ze werkt als zelfstandig stiliste voor onder meer Manuëla Kemp, Ruud de Wild en Nance. In 2004 was ze op televisie te zien als deelneemster van het Yorin-programma Bobo's in the Bush.
In 2016 verscheen haar biografie Rock-'n-roll-widow, geschreven door Rutger Vahl.
In 2019 was Jansen samen met haar dochters Lola en Holly te zien in het RTL 4-programma Groeten uit 19xx.
- International Standard Name Identifier: 0000 0003 9256 0189
- Nederlandse Thesaurus van Auteursnamen: 238252442
- Virtual International Authority File: 286602591
- WorldCat: E39PBJjt8d9y96JCKcmpYVYVmd